# Елеватор (Волгоград)
Волгоградският елеватор е исторически паметник във Волгоград (Русия). Като един от центровете на битката по време на Сталинградската битка, асансьорът е сериозно повреден. В следвоенния период (1977 г.) в района на елеватора е издигнат паметник на неговите защитници (според една от групите защитници той е известен още като „паметник на хората от Северно море“). Волгоградският елеватор е признат в Русия за обект на културното наследство от федерално значение.
Проектиран през 1936 г. от Всесъюзния тръст Хлебострой. Той е стандартен проект. Копие на сталинградския елеватор се намира в град Рибинск. Разликата е, че последният е с по-голям брой силози. Сталинградският елеватор е построен от 1938 до 1941 г.
Целият комплекс се нарича Сталинградски мелничен завод или комплекс „Мелстрой“, чиято цена е повече от 30 милиона рубли. Освен самото предприятие има и детска градина и жилищна сграда за семействата на работниците.

## Роля в Сталинградската битка

### Боевете от 1942 г.
Въведен в експлоатация през юни 1941 г. Сталинградският елеватор е най-високата сграда в града и представлява интерес за воюващите страни по време на битката за Сталинград като доминираща височина. Германските части достигат района на елеватора на 14 септември 1942 г. Отбраната на сградата е извършена от останките на 35-та гвардейска и 131-ва дивизии на 62-ра армия, както и други части на това формирование (10-та дивизия (резервна) стрелкова бригада). На 18 септември редиците на защитниците са попълнени от 92-ра отделна стрелкова бригада, формирана от моряци от Северния флот. Веднага след завършване на прехода войниците от 92-ра бригада преминават в контранастъпление, прочиствайки крайбрежната зона от река Царица до Консервната фабрика от германските войски. Боевете с участието на бригадата се водят и по улиците „КИМ“, „Рабоче-Крестянская“, „Барикадная“, „Козловская“ и на жп. гара Сталинград-2.
Въпреки това до 19 септември с превъзходни сили германците успяват да обкръжат елеватора от три страни. На този ден са извършени две атаки срещу елеватора с подкрепата на седем танка, които завършват за нацистите със загуба на повече от 30 войници и офицери. Впоследствие битките за елеватора стават продължителни; защитниците му, изпитвайки недостиг на боеприпаси, въпреки това многократно отхвърлят предложенията да се предадат. На 21 септември е направен нов опит за нападение с подкрепата на бомбардировачи и 16 танка. Въпреки 15-20-кратното превъзходство в силата на нападателите, седем германски атаки са отблъснати.
На 18 септември 92-ра бригада влиза в боя в централната част на града. В резултат на тридневна непрекъсната битка на 21 септември частите на бригадата превземат важна опорна точка – елеватора. 10 – 12 пъти на ден части на морската пехота без мундири се надигат да контраатакуват, носещи само раирани синьо-бели моряшки тениски, унищожавайки нацистите с щикове.
В тези битки понякога един отряд отблъсква атака на рота, подсилена с танкове, докато взводът се защитава срещу батальон. В ротите са останали 20 – 30 души, а в 1-ва рота на 4-ти батальон 17 души. Само за два дни 17 смели мъже отблъскат 14 атаки, унищожават 8 танка и повече от 150 нацисти.
| „ | На 18 септември 92-ра бригада влиза в боя в централната част на града. В резултат на тридневна непрекъсната битка на 21 септември частите на бригадата превзеха важна опорна точка - асансьор. 10-12 пъти на ден части на морската пехота без мундири се надигаха да контраатакуват, носещи само раирани жилетки и унищожавайки нацистите с щикове. В тези битки понякога един отряд отблъсква атака на рота, подсилена с танкове, докато взводът се защитава срещу батальон. В ротите бяха останали 20-30 души, а в 1-ва рота на 4-ти батальон 17 души. Само за два дни 17 смели мъже отблъснаха 14 атаки, унищожиха 8 танка и повече от 150 нацисти. | “ |
| Х. Камалов. Корпус на морската пехота в битки за родината. Второ издание, разширено и преработено. – М: Воениздат, 1983. – С. 120. | |   |

Следният запис е открит в дневника на германски офицер, убит по-късно в Сталинград:
| „ | Битката за елеватора продължава. Руснаците стрелят от всички страни. Седим в мазето на къщата, не можем да сме на улицата... Целият ни батальон е по-малък на брой от редовна рота. Такива ожесточени боеве нашите стари войници не помнят. | “ |

До 22 септември защитниците на елеватора са свършили боеприпасите и храната. През нощта останките на защитниците напускат сградата, която е превзета от германските части. В битките за елеватора загиват старши батальонен комисар Белоруски и политически инструктор Михайлов. Особено се отличават лейтенант Зазуля, бригадир на 2-ра степен Хозяинов, войници от Червената армия Бирюков и Хвостиков, старши политически инструктор Носарев, капитан Назаров, сержант Калашников, старшина Катлюк и други.

### Битките от 1943 г.
Нови битки избухват около елеватора през януари 1943 г. Става опорен пункт за германските части, които водят от него артилерийски и минохвъргачен огън по войските на 64-та армия, настъпващи към центъра на града. На 24 януари съветските части започват военни действия в района му, а на следващия ден той е щурмуван от 154-та морска стрелкова бригада с подкрепата на части от 36-та гвардейска, 29-та и 422-ра дивизии и 7-ми стрелкови корпус. Щурмът продължава три дни, през които престрелката многократно преминава в ръкопашен бой. По време на битката моряците превземат германски брониран влак, който ее подпален от огъня на 2-ри член старши офицер Земенков, а след това, възползвайки се от объркването на врага, те превземат и самия елеватор. Пленени са войници (включително 45 офицери) от немски артилерийски полк.

## Увековечаване на паметта
На мястото на битката за елеватора е поставена паметна плоча. По-късно, през 1977 г., на ул. „Рабоче-Крестянская“ до асансьора е открит паметник на неговите защитници. Създатели на паметника са скулпторът П. Л. Малков и архитектът Г. М. Коваленко. Основният елемент на паметника е 7-метрова стоманобетонна статуя на цял ръст на морски пехотинец с противотанкова пушка, монтирана на висок пиедестал и е известна още като „паметник на хората от Северно море“. На бетонната полукръгла стела зад фигурата на войника има текст от поемата на Р. Рождественски „Реквием“ и списък на частите, участвали в битките за елеватора през 1942 и 1943 г.
През 1960 г. Волгоградският елеватор, възстановен след войната е приватизиран през 1992 г. и все е още изпълняващ основната си функция, Включен е в списъка на историческите паметници, подлежащи на защита като паметници от държавно значение, с Указ на Министерския съвет на РСФСР № 1327. Статутът на обект на културно наследство от федерално значение е потвърден през 1995 г. с Указ на президента на Руската федерация № 176.
На 15 април 2016 г. е изложбата „Непревземаемият бастион. Сталинградски елеватор". Тя разказва историята на мелницата от 1936 до 2016 г. Особен акцент е поставен върху предвоенния период и битките за елеватора.